# Spelobia tenebrarum
Spelobia tenebrarum är en tvåvingeart som först beskrevs av Aldrich 1897.  Spelobia tenebrarum ingår i släktet Spelobia och familjen hoppflugor. Inga underarter finns listade i Catalogue of Life.